# Гончаров, Николай Васильевич
Николай Васильевич Гончаров (1930, теперь Российская Федерация — 1997) — советский военный деятель, генерал-полковник (1988), начальник Политуправления Прикарпатского военного округа. Депутат Верховного Совета УССР 11-го созыва.

## Биография
С 1949 года служил в Советской армии.
Член КПСС с 1951 года.
Окончил Военно-политическую академию имени В. И. Ленина.
Долгое время был на военной политической работе.
В 1983—1985 г. член Военного Совета — начальник Политического управления Краснознаменного Прикарпатского военного округа.
С 1985 г. член Военного Совета — начальник Политического управления войск Юго-Западного направления.
Затем в отставке.
Похоронен на Троекуровском  кладбище.

## Звания
- Генерал — майор  / 25.04.1975 /
- Генерал — лейтенант  / 16.12.1982 /
- Генерал — полковник  / 27.10.1988 /

## Награды
- ордена
- медали